# 繸鳳䲁
繸鳳䲁（學名：Crossosalarias macrospilus），為輻鰭魚綱鳚形目䲁科繸鳳䲁屬的一種，分布於西太平洋區，包括日本、菲律賓、印尼、巴布亞紐幾內亞、澳洲至東加海域，深度1至25公尺，本魚體呈長橢圓形，側扁，背鰭棘伸長，延伸至膜外。上側有紅褐色至褐色的長方形斑點，向後逐漸褪色，背鰭前方有一個大的深褐色斑點，喉嚨上有一對深色邊緣的斑點，側面有許多白色的橢圓形斑點。一些前鰓孔和上顎孔具有觸鬚，第一背棘底部有一個黑色的肉瓣，頭部兩側腹部各有一個黑色斑點，背鰭硬棘12枚、背鰭軟條16-18枚、臀鰭硬棘2枚、臀鰭軟條18-20枚，體長可達10公分，棲息在水淺、珊瑚及藻類生長茂密的岩礁，雌魚產附著性卵，雄魚有護卵行為，生活習性不明。